# Budiwelnyk Krzywy Róg
Budiwelnyk Krzywy Róg (ukr. Футбольний клуб «Будівельник» Кривий Ріг, Futbolnyj Kłub "Budiwelnyk" Krywyj Rih) – ukraiński klub piłkarski z siedzibą w Krzywym Rogu, w obwodzie dniepropietrowskim.

## Historia
Chronologia nazw:
- 1937: Budiwelnyk Krzywy Róg (ukr. «Будівельник» Кривий Ріг)
- 199x: klub rozwiązano

Piłkarska drużyna Budiwelnyk Krzywy Róg (ros. «Строитель» Кривой Рог, Stroitiel Kriwoj Rog) została założona w mieście Krzywy Róg w latach 30. XX wieku. W 1937 zespół startował w rozgrywkach Pucharu ZSRR. W następnym roku również występował w tym turnieju. Potem występował w rozgrywkach mistrzostw i Pucharu obwodu dniepropetrowskiego. W sezonie 1992/93 startował w Mistrzostwach Ukrainy spośród drużyn amatorskich, gdzie zajął 13. miejsce w 6 grupie. W następnym sezonie zajął 14. miejsce w 5 grupie Amatorskiej Lihi. W sezonie 1994/95 już był szóstym w czwartej podgrupie. Dopiero w sezonie 1995/96 zdobył brązowe medale w 5 grupie Amatorskiej Lihi. Potem kontynuował występy w rozgrywkach obwodowych, dopóki nie został rozwiązany.

## Sukcesy
- Puchar ZSRR:

1/32 finału: 1937
- Amatorska liha:

3. miejsce: 1995/96